# Смирнов, Александр Владимирович
Алекса́ндр Влади́мирович Смирно́в (19 мая 1968, Москва, СССР) — советский и российский футболист, российский футбольный тренер. Выступал на позиции полузащитника.

## Карьера

### Клубная
Основную часть клубной карьеры провёл в московских клубах «Динамо» и «Локомотив». Дебютировав в 1986 году в «Динамо-2», с 1988 года играл в основной команде. Свой первый гол в высшей лиге забил в 1988 году в ворота Рината Дасаева, но «Динамо» в итоге проиграло 1:2.
В 1990 году перешёл в сухумское «Динамо», желая иметь постоянную игровую практику. С 1991 года играл в московском «Локомотиве». В 1992 году Смирнову сделал предложение о переходе испанский «Вальядолид», но остававшийся год контракта с «красно-зелёными» и отказ главного тренера Юрия Сёмина не позволили переходу состояться.

#### Стиль игры
В игре акцентировался не на скорости, а на точных передачах, исполняя роль «диспетчера». Удары по воротам отличались такой силой, что иногда мяч прорывал сетку. Мастерски выполнял штрафные удары.

### Тренерская
Работал в тренерском штабе московских клубов «Локомотив» и «Динамо». С сентября 2010 года являлся главным тренером клуба «Динамо» из Брянска, сменил подавшего в отставку Сергея Овчинникова. 12 декабря 2010 года в Москве окончил 240-часовое обучение в ВШТ на тренерских курсах и получил лицензию Pro. С июня 2011 по ноябрь 2012 — тренер «Крыльев Советов», помощник Андрея Кобелева, с которым ранее уже работал в аналогичной должности в «Динамо (Москва)».

## Статистика в качестве главного тренера
| Команда                   | Начало работы    | Окончание работы | Результаты | Результаты | Результаты | Результаты | Результаты | Результаты | Результаты | Результаты |
| Команда                   | Начало работы    | Окончание работы | И          | В          | Н          | П          | ГЗ         | ГП         | РМ         | В %        |
| ------------------------- | ---------------- | ---------------- | ---------- | ---------- | ---------- | ---------- | ---------- | ---------- | ---------- | ---------- |
| «Динамо» (Брянск)         | 17 сентября 2010 | 19 мая 2011      | 20         | 8          | 5          | 7          | 35         | 23         | +12        | 040,00     |
| «Торпедо» (Москва) (мол.) | 13 июня 2022     | 30 июня 2023     | 28         | 5          | 10         | 13         | 26         | 45         | −19        | 017,86     |
| Всего                     | Всего            | Всего            | 48         | 13         | 15         | 20         | 61         | 68         | −7         | 027,08     |

## Достижения
«Локомотив»
- Серебряный призёр чемпионата России: 1995
- Бронзовый призёр чемпионата России: 1998
- Обладатель Кубка России (2): 1996, 1997
- Полуфиналист Кубка кубков: 1998